# Cipeuteuy (Darmaraja)
Cipeuteuy is een bestuurslaag in het regentschap Sumedang van de provincie West-Java, Indonesië. Cipeuteuy telt 1063 inwoners (volkstelling 2010).